# NGC 2802
NGC 2802 é uma galáxia elíptica (E-S0) localizada na direcção da constelação de Cancer. Possui uma declinação de +18° 57' 50" e uma ascensão recta de 9 horas, 16 minutos e 41,4 segundos.
A galáxia NGC 2802 foi descoberta em 21 de Março de 1784 por William Herschel.